# Ikone der Heiligsten Mutter Gottes von Žyrovici in Rom

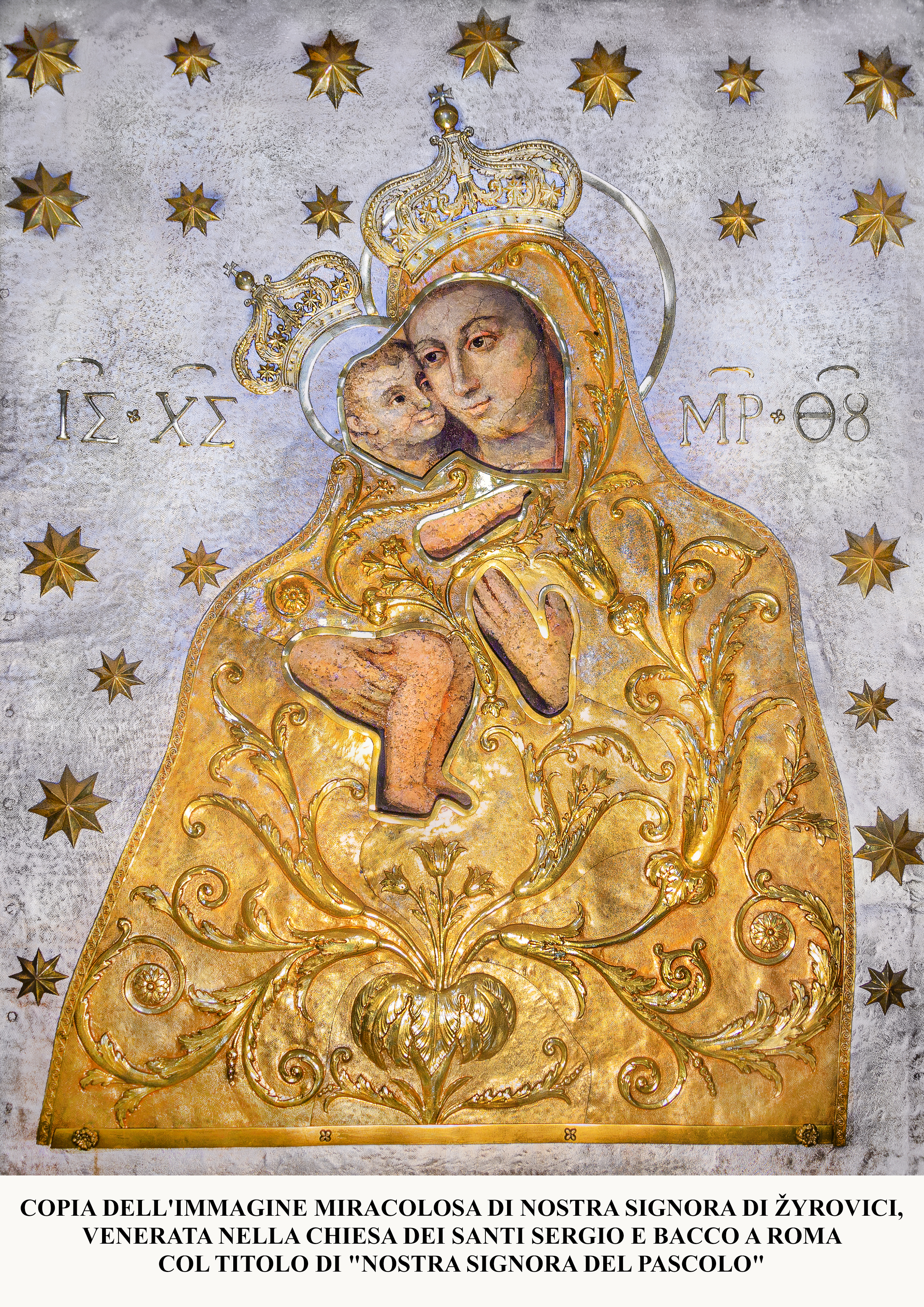
Ikone der Heiligsten Mutter Gottes von Žyrovici (Nostra Signora del Pastore) in der Kirche SS. Sergio e Bacco in Rom

Die Ikone der Heiligsten Mutter Gottes von Žyrovici, auch genannt Nostra Signora del Pastore, ist eine sogenannte wundertätige Ikone in Rom.
Dargestellt ist Maria mit Kind vom byzantinischen Typus Glykophilusa. Die Ikone ist in eine vergoldete Metallrahmung aus dem 18. Jahrhundert gefasst. Die silbernen Kronen von Mutter und Kind stammen ebenfalls aus dem 18. Jahrhundert. Das Bild befindet sich in der Kirche Santi Sergio e Bacco degli Ucraini im Rione dei Monti in Rom.

## Beschreibung, Auffindungsgeschichte und Standorte des Originals

### 15. Jahrhundert

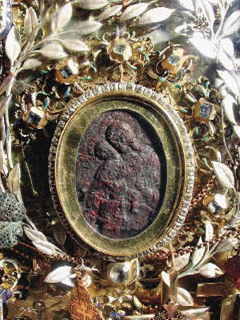
Madonnenbild von Žyrovici

Die Ikone der Heiligsten Mutter Gottes von Žyrovici ist die kleinste der sogenannten wundertätigen Mutter-Gottes-Ikonen vom Typ Eleousa (Zärtlichkeit). Die Maße des ovalen Bildnisses betragen 43 × 56 mm; gefertigt wurde es aus einem opaken bläulich-grauen Jaspis. Es stellt Maria mit dem Jesuskind im rechten Arm dar und ist als Relief mit einer Flachgravur ausgeführt. Am Rand der Ikone waren Worte des Gebetes in kirchenslawischer Sprache eingeritzt, die heute nicht mehr sichtbar sind.
Nach der Ursprungslegende soll die Ikone 1470 im Dorf Schyrowizy (transliteriert Žyrovici, heute eine Landstadt im Rajon Slonim, Belarus) in einem Wald, der dem Adeligen Oleksandr Soltan, Hofschatzmeister des Großherzogtums Litauen, aufgefunden und in das Haus Soltans gebracht worden sein. Sie soll später aus Soltans Haus verschwunden und an ihrem ursprünglichen Fundort wieder aufgetaucht sein. Soltan ließ dort daraufhin eine Kapelle bauen, in der die Ikone aufgestellt wurde. Einige Monate später wurde auf Kosten Soltans am selben Ort eine große Holzkirche errichtet.

### 16. bis 20. Jahrhundert
Im Jahre 1520 zerstörte ein Feuer die Kirche vollständig, und es wurde angenommen, dass die Ikone verschwunden sei. Doch einmal sollen einige Kinder des Dorfes auf dem Heimweg von der Schule eine Frau von außerordentlicher Schönheit gesehen haben, die von einem strahlenden Licht erleuchtet wurde, auf einem Stein in der Nähe der verbrannten Kirche saß und die die vermeintlich verschwundene Ikone in der Hand hielt.
So wurde das Bild vorübergehend im Haus des Priesters aufgestellt. Anstelle des Steins, auf dem die als Jungfrau Maria gedeutete Person gesessen haben soll, baute Oleksandr Soltans Neffe Ivan eine kleine Holzkirche. Später wurde dort aufgrund des Zustroms von Pilgern eine große Holzkirche errichtet, und die wundertätige Ikone dorthin gebracht. Um 1526 wurde bei der Kirche das Männerkloster der Dormition gegründet. Der Bau der Steinkirche wurde um 1540 von Ivan Soltan begonnen, aber nicht vollendet.
Im Jahre 1622 schrieb Hieradosius Theodosius Borovyk, Mönch des Basilianer-Klosters Schyrowizy, ein Buch mit dem Titel „Geschichte oder Erzählung vieler glaubwürdiger Menschen über das Bild der wundertätigen Seligen Jungfrau Maria von Žyrovici aus dem Bezirk Slonim, völlig zusammenhängend, kurz beschrieben und mit großer Mühe und Eifer von Pater Theodosius dem Sünder gesammelt“. Dieses Werk stellt die älteste Informationsquelle über die als wundertätig verehrte Ikone, den Bau der Kirche am Ort ihrer Erscheinung und schließlich die Gründung des Mariä-Entschlafens-Kloster dar.
1653 erstellte Pater Josaphat Dubyanetsky, OSBM, eine weitere Studienarbeit über die Ikone von Žyrovici mit dem Titel „Das Bild der wundertätigen Heiligsten Mutter Gottes von Žyrovici“, in der die angeblichen Wunder, die mehreren Menschen während ihrer Gebete vor der Ikone geschehen sein sollen, beschrieben werden.
Wegen der großen Anzahl von Heilungen, die der Ikone in Rom zugeschrieben wurden, entschied man 1726 während des Pontifikats von Papst Benedikt XIII., die Kronen über den Häuptern von Madonna und Jesuskind in der Kirche der Basilianer anzubringen. Dank der Bemühungen von Venedykt Trulewitsch, Prokurator der Kiewer Metropole in Rom, wurden die von Papst Clemens XII. gesegneten goldenen Kronen in Rom angefertigt und auf Kosten der Prinzessin Anne Sanguschko, Witwe von Karol Radziwill, mit Edelsteinen verziert. Die Krönung fand am 19. September 1730 in Schyrowizy statt.
Der Metropolit von Kiew, Halych und Rus’ Lew Kyschka (17. September 1714 bis 19. November 1728) legte das Krönungsdatum der Ikone auf den 8. September 1728 fest, musste es aber aufgrund politischer Ereignisse verschieben. Die Krönung erfolgte daher 1730 durch seinen Nachfolger, Metropolit Athanasius Scheptytski (18. August 1729 bis 12. Dezember 1746), zusammen mit den Bischöfen Theodosius Godebski von Wolodymyr und Brest (1730 – 12. September 1756), Jurij Bulgak von Pinsk und Turow (1730 – 12. März 1769) und unter Anwesenheit von Gläubigen beider Riten (griechisch und lateinisch). Während des Ersten Weltkriegs wurde die Ikone nach Moskau gebracht und Anfang der 1920er Jahre in die Kirche des Schyrowizy-Klosters überführt. Heute befindet sie sich in der Mariä-Entschlafens-Kathedrale des Schyrowizy-Klosters.

## Legenden und Geschichte der Ikone

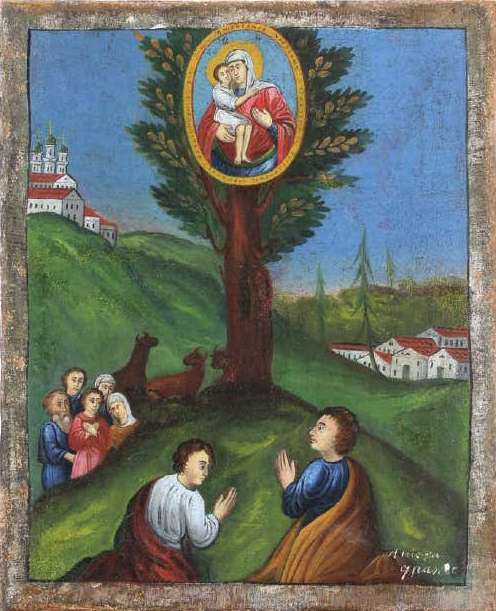
Die Madonna erscheint den Hirten, 19. Jh.

Der Legende nach erschien diese Ikone 1470 im Dorf Schyrowizy in einem Wald, der dem Adeligen Oleksandr Soltan, Hofschatzmeister des Großherzogtums Litauen, gehörte. Hirten bemerkten ein ungewöhnlich starkes Licht, das über die Zweige des Birnbaums über der Quelle, die aus dem Berg sprudelte, hinausleuchtete. Als sie sich näherten, sahen sie auf dem Baum eine kleine, in strahlendes Licht gehüllte Ikone der Mutter Gottes und brachten sie zu Oleksandr Soltan, der dieser Entdeckung ursprünglich keine große Bedeutung beimaß und das Bild in seinem Haus versteckte.
Es ist nicht bekannt, wer die Ikone in Rom gemalt hatte, und auf welchem Weg diese vergrößerte Kopie der Ikone in die römische Kirche gelangt ist.
Im August 1718 beauftragte der damalige Prokurator-Priester Venedyct Trulevych den Maurer Simone Ciotti, mit Restaurierungsarbeiten an der Kirche. Als Ciotti in dem Raum, der heute als Sakristei dient, den Putz entfernte, bemerkte er zwei an der Wand gemalte Augen. Er informierte Pater Venedykt, der ihm befahl, das Bild zu übermalen und seine Arbeit fortzusetzen. Als Ciotti am folgenden Tag seine Arbeit fortsetzen wollte, sah er, dass der Kalk, mit dem er das Bild übermalt hatte, heruntergefallen war, und jetzt das vollständige Bild der Gottesmutter mit dem Jesuskind im Arm zu sehen war. Pater Venedykt erkannte in dem Bild die exakt vergrößerte Kopie der wundertätigen Ikone der Muttergottes von Žyrovici. Obwohl die Ikone mit Kalk bedeckt war und an einen feuchten Ort aufbewahrt wurde, war sie sehr gut erhalten. Das Bild war bei seiner Freilegung durch scharfe Werkzeuge beschädigt worden. Der Prokurator wollte es dem Maler Lorenzo Gramiccia (1702/1704-1795), Schüler von Bonaventura Lamberti (1651–1721), zur Restaurierung anvertrauen, was dieser jedoch zunächst ablehnte. Nach einer Weile spürte der Künstler einen starken Schmerz in seinem Bein. Er war bettlägerig und willigte schließlich ein, die Ikone zu restaurieren und die „unglückliche Krankheit loszuwerden“.

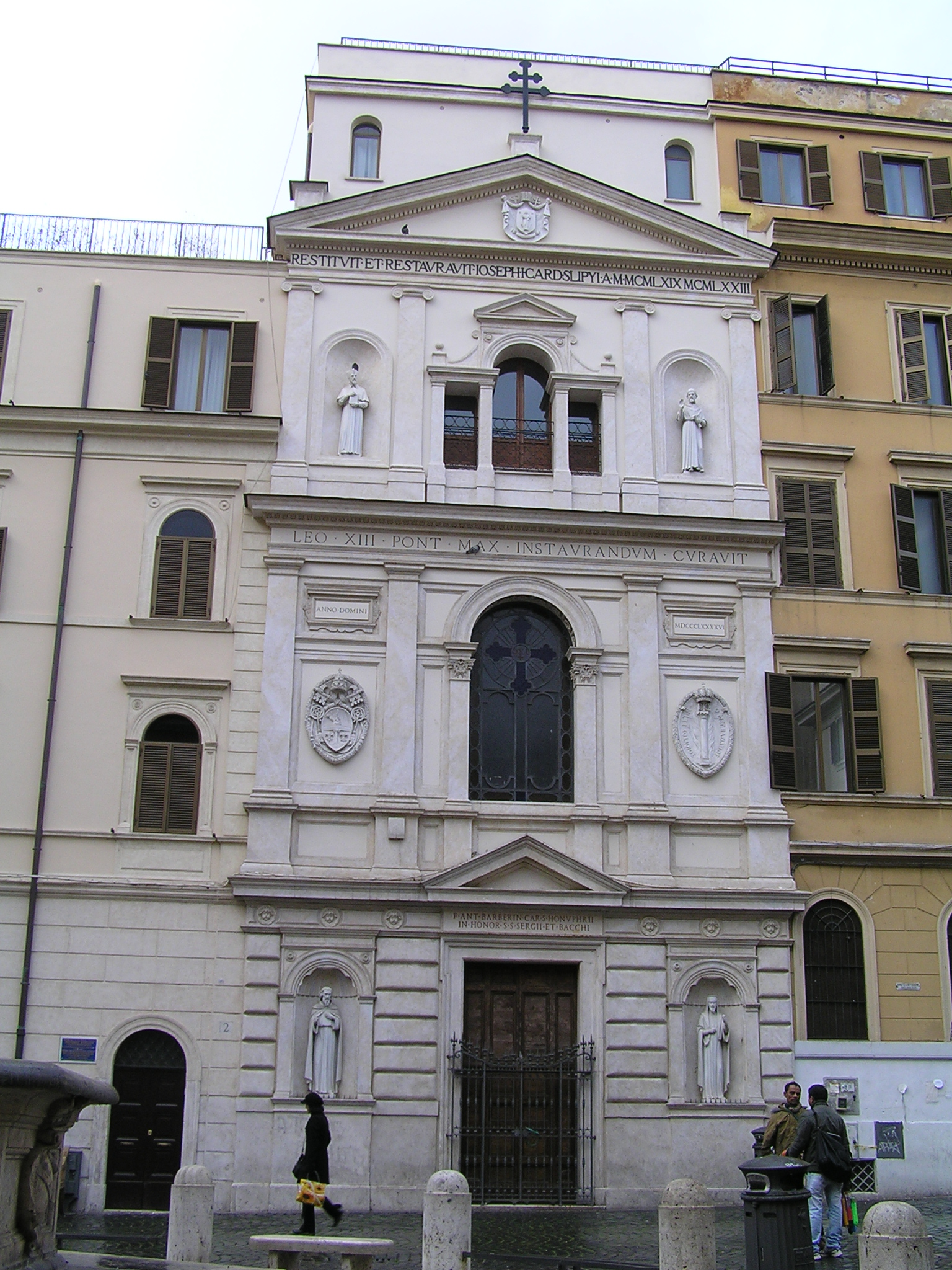
Kirche Santi Sergio e Bacco degli Ucraini in Rom

Anfang August 1719 begannen nach Gebeten vor der Ikone Wunderheilungen. Es ist der Fall der dreizehn Männer aus einem Dorf außerhalb Roms bekannt, die in die Kirche kamen, vor der wundertätigen Ikone knieten und sich dann mit dem Öl der Lampe salbten. Auf die Frage, wer sie darum gebeten hat, antworteten sie, dass ihnen eine schöne, beeindruckende Frau während der Arbeiten im Gebiet Affogalasino (5-6 Meilen von Rom entfernt) gesagt hatte „Wenn ihr heilen wollt, geht in die Kirche von Sergius und Bacchus bei Madonna dei Monti und salbt euch mit dem Öl der brennenden Lampe vor der Ikone, die vor kurzem dort entdeckt wurde“. Nachdem sie sich gesalbt hatten, sah niemand sie wieder.
Am 15. August 1719 kam eine große Zahl von Gläubigen in die Kirche, die die ganze Woche über geöffnet, da der Strom der Pilger ständig zunahm. Die Stadtverwaltung befahl, vor der Ikone eine Ziegelmauer zu errichten, um die Menschenmassen zu stoppen. Dies geschah am 1. September 1719, aber auch nach der Errichtung der Mauer und dem Schließen der Kirchentüren versammelten sich viele Pilger auf dem Platz vor der Kirche.
Papst Clemens XI. erlaubte den Abriss der Mauer und befahl, die Ikone herauszunehmen und in die Kirche zu bringen. Die Ikone wurde in der Nacht vom 7. September 1719 versetzt und an der Wand hinter dem Hauptaltar angebracht, wo sie sich bis heute befindet.
An der Wand der Sakristei, wo die Ikone einst war, befand sich eine Gedenktafel aus Marmor mit der Inschrift „Hier war die Ikone der Seligen Jungfrau Maria von der Weide, eine Kopie der in Schyrowizy verehrten Ikone, die 1718 für ihre Wunder berühmt war. Die Ikone wurde zufällig unter dem Putz einer Wand entdeckt. Im folgenden Jahr, im gleichen Monat, begann das Volk so zahlreich zu strömen, dass die Ikone auf Befehl von Papst Clemens XI. am 7. September 1719 von der Wand gelöst und in die Kirche gebracht wurde“.
Der Kult um die wundertätigen Ikone verbreitete sich unter den Bewohnern des römischen Stadtteils Monti. Vom 25. August 1719 bis zum 10. Februar 1804 wurden 151 Heilungen und Fürbitten verzeichnet. Unter den Geheilten waren auch Gläubige weit entfernter Pfarreien, wie aus Parma, Bologna und Gubbio.
Im Jahre 1735 inventarisierte Pater Ignatius Kulchynsky, OSBM (1707–1747) die Kirche und legte die Ergebnisse der Kongregation Propaganda Fide vor. Zu den inventarisierten Objekten der Kirche gehörte das „Buch der empfangenen und der seligen Jungfrau Maria zugeschriebenen Gnaden“.
Im Jahr 1732 veröffentlichte Ignatius Kulchyns eine Schrift mit dem Titel „Der wunderbare Jaspis der drei Farben oder historische Erzählung der drei wunderbaren Bilder der seligen Jungfrau Maria: Die erste, von Zyrovice in Litauen, die zweite, von der Weide in Rom, und die dritte Kopie der zweiten ähnlich in Zyrovice, die von diesen Menschen 'Die Romische' genannt wurde“, das der Ikone der Mutter Gottes von Žyrovici gewidmet war. Die Kopie der römischen Ikone, die Schyrowizy gestiftet wurde, verschwand wahrscheinlich während des Ersten Weltkriegs. Der Autor beschreibt die Geschichte des Originalbildes von Schyrowizy und die Ereignisse des Auffindens und der Überführung des von der Wand abgetrennten Bildes in die Sergius und Bacchus-Kirche. Laut Kulchynsky wurde die Ikone nach der Überführung in die Kirche am 7. September 1719 am 13. September 1730 von der Wand entfernt, in eine Seitenkapelle gebracht und nach Abschluss der Arbeiten am Samstag, dem 29. Oktober 1730 wieder an seinen Platz gestellt. Im Kircheninventar, das Jordan Mickiewicz, OSBM, am 30. Juni 1820 angefertigt hat, ist vermerkt, dass 1819 für die Ikone eine vergoldete Metallfassung mit künstlichen Edelsteinen und verzierten Silberkronen gefertigt wurde.
Im Jahre 1827 widmete Papst Leo XII. mit einem Dekret die Kirche der Ikone der Gottesmutter von der Weide. Die Definition „von der Weide“ erinnert an den Ort, an dem die Hirten das Original des Bildes gefunden haben. Die Kirche heute in Rom als die „Kirche Unserer Lieben Frau von der Weide“ bezeichnet (ital. Madonna del Pascolo).
Am 11. Juli 2019 gründete Papst Franziskus mit der Bulle „Christo Salvatori“ das Apostolische Exarchat für die Ukrainer in Italien. Die neu errichtete Kathedrale des Exarchats ist die Pfarrkirche der Märtyrer St. Sergius und Bacchus.
Am 21. Oktober 2018 nannte S. Patriarch Swjatoslaw während seines Besuchs in der Pfarrei anlässlich des Kirchenfestes und der Feier des 300. Jahrestages der Auffindung des Heiligenbildes die Ikone das bedeutendste Heiligenbild für die Ukrainer in Italien.

## Gedenktage
Im liturgischen Kalender ist der 20. Mai der Tag der Verehrung der wundertätigen Ikone der Heiligsten Mutter Gottes von Žyrovici.
Der Gedenktag in Rom ist der 7. September, der Jahrestag der Überführung der Ikone in die Sergius und Bacchus-Kirche nach ihrer Entdeckung im Jahre 1718.